# 18725 Atacama
18725 Atacama è un asteroide della fascia principale. Scoperto nel 1998, presenta un'orbita caratterizzata da un semiasse maggiore pari a 2,7602736 UA e da un'eccentricità di 0,1323222, inclinata di 8,81119° rispetto all'eclittica.